# DeeDee Trotter
De'Hashia Tonnek ("DeeDee") Trotter (ur. 8 grudnia 1982 w Twenty Nine Palms, Kalifornia) – amerykańska lekkoatletka, złota medalistka igrzysk olimpijskich, mistrzostw świata oraz halowych mistrzostw świata.
Zdobyła złoty medal w biegu sztafetowym 4 × 400 metrów podczas igrzysk olimpijskich w Atenach w 2004 roku. W finale obok niej pobiegły Monique Henderson, Sanya Richards-Ross oraz Monique Hennagan. Indywidualnie zaś zajęła 5. miejsce w biegu na 400 metrów. Trotter jest również mistrzynią świata z Osaki. Zdobyła halowe mistrzostwo Stanów Zjednoczonych w biegu na 400 metrów w 2005 roku. Była też dwukrotnie trzecia w finale IAAF-u również na dystansie 400 metrów (w 2004 i 2005 roku).
Wzięła udział w igrzyskach olimpijskich w Pekinie, gdzie odpadła w półfinałach biegu na 400 m zajmując 7. miejsce w swoim biegu z czasem 51.87 s. W 2010 zdobyła złoty medal w sztafecie 4 × 400 metrów w trakcie trwania halowych mistrzostw globu. Podczas igrzysk, w Londynie, zdobyła złoty medal w sztafecie 4 × 400 metrów, a indywidualnie sięgnęła po brąz w biegu na 400 metrów.

## Igrzyska olimpijskie
| Miejsce | Dzień       | Rok  | Miejscowość | Konkurencja        | Czas biegu  | Strata   | Zwycięzca                |
| ------- | ----------- | ---- | ----------- | ------------------ | ----------- | -------- | ------------------------ |
| 5.      | 24 sierpnia | 2004 | Ateny       | bieg na 400 m      | 50,00 s     | + 0,59 s | Tonique Williams-Darling |
| złoto   | 28 sierpnia | 2004 | Ateny       | sztafeta 4 x 400 m | 3:19,01 min | -        | -                        |
| 17.     | 17 sierpnia | 2008 | Pekin       | bieg na 400 m      | 51,87 s     | -        | Christine Ohuruogu       |
| brąz    | 5 sierpnia  | 2012 | Londyn      | bieg na 400 m      | 49,72 s     | + 0,17 s | Sanya Richards-Ross      |
| złoto   | 11 sierpnia | 2012 | Londyn      | sztafeta 4 x 400 m | 3:16,87 min | -        | -                        |

## Mistrzostwa świata
| Miejsce | Dzień       | Rok  | Miejscowość | Konkurencja        | Czas biegu  | Strata   | Zwycięzca                |
| ------- | ----------- | ---- | ----------- | ------------------ | ----------- | -------- | ------------------------ |
| 15.     | 25 sierpnia | 2003 | Paryż       | bieg na 400 m      | 51,68 s     | -        | Ana Guevara              |
| 5.      | 10 sierpnia | 2005 | Helsinki    | bieg na 400 m      | 51,14 s     | + 1,59 s | Tonique Williams-Darling |
| 5.      | 29 sierpnia | 2007 | Osaka       | bieg na 400 m      | 50,17 s     | + 0,56 s | Christine Ohuruogu       |
| złoto   | 2 września  | 2007 | Osaka       | sztafeta 4 x 400 m | 3:18,55 min | -        | -                        |

## Rekordy życiowe
- bieg na 100 metrów – 11,65 (2002)
- bieg na 200 metrów – 22,85 (2013)
- bieg na 400 metrów – 49,64 (2007)
- bieg na 200 metrów (hala) – 23,19 (2004 & 2005)
- bieg na 300 metrów (hala) – 36,42 (2007)
- bieg na 400 metrów (hala) – 51,23 (2010)